# Џудит С. Бек
Џудит С. Бек (5. мај 1954) је амерички психолог, која је најпознатија по свом раду у когнитивној терапији и когнитивно-бихејвиоралној терапији. Њен отац је Арон Бек, оснивач когнитивне терапије, са којим је сарађивала у много наврата. Докторирала је на Универзитету Пенсилваније 1982. године.

## Каријера

### Писање
Бек је аутор широко прихваћеног и цитираног  уџбеника Когнитивна терапија: Основе и даље, који је преведен на 20 језика и представља основни уџбеник у овој области за многе студенте психијатрије, психологије, саветовања, социјалног рада и психијатријске неге у Сједињеним Америчким Државама и широм света. Њене друге књиге укључују Когнитивна терапија за изазовне проблеме: Шта радити када основе не функционишу, Оксфордски уџбеник психотерапије, Когнитивна терапија поремећаја личности, као и бестселер The New York Times (2007) Решење Бекове дијете и Вештина за мршављење Бековом дијетом, Комплетна Бекова дијета за живот и Решење замке у исхрани, когнитивно-терапијски приступ мршављењу и одржавању тежине. Бек је ко-развила Бекову скалу за социјално и емоционално оштећење код младих и написала је стотине чланака, поглавља и књига, за стручњаке и потрошаче, о различитим применама когнитивне терапије у лечењу и обуци.

### Институт Бек и настава
Бек је председница непрофитног Бековог института за когнитивно-бихејвиоралну терапију у предграђу Филаделфије. Она је такође клинички професор психологије у психијатрији на Универзитету Пенсилваније, где предаје специјализантима. Бек руководи три главне функције Института Бек: образовањем, клиничком негом и истраживањем. У овим својствима, она је укључена у администрацију, подучавање и надгледање стручњака за ментално здравље, лечење пацијената, писање, развој образовних материјала и консултације. Она је консултант за истраживачке студије које финансира Национални институт за ментално здравље и помаже болницама, програмима специјализације, центрима за ментално здравље у заједници и другим организацијама у успостављању или побољшању њихових програма когнитивне терапије.

## Награде
- Награда за наставу психијатријских специјализаната (1998-1999)[6]
- Награда за изврсност у когнитивној терапији (2003-2004)[6]
- Изузетни доприноси науци и професији психологије (2007)[6]
- Награда за здравствене неједнакости (2007)[6]
- Награда Арон Т. Бек за значајан и трајан допринос когнитивно-бихејвиоралној терапији (2009)[6]
- Награда за истакнутог презентера радионице (2009)[6]
- Награда за изузетан допринос појединца клиничким активностима (2011)[7]
- Награда Ерл Бонд за изузетан рад у настави студената медицине и специјализаната (2012)
- Награда за друштвене иновације Великог Филаделфије за иноватора у области здравља заједнице и понашања (2017)[6]
- Награда клиничког факултета (2017)[6]
- Доктор хуманог писма (honoris causa) (2018)[6]

## Одабрана дела
- Beck, J. S. (1995). Cognitive therapy: Basics and beyond. New York: Guilford.
- Beck, J. S. (2005). Cognitive therapy for challenging problems: What to do when the basics don’t work. New York: Guilford.
- Beck, J. S. (2007). The Beck Diet Solution. Birmingham, AL: Oxmoor House Publications.
- Beck, J. S. (2007). Beck diet solution weight loss workbook: The 6-week plan to train your brain to think like a thin person. Birmingham, AL: Oxmoor House Publications.
- Beck, J. S. (2011). Cognitive behavior therapy: Basics and beyond. 2nd ed. New York: Guilford
- Beck, J. S., & Beck, A. T. (2001). Beck youth inventories of emotional and social impairment. Texas: The Psychological Corporation.
- Beck, A., Freeman, A., Davis, D., A., Pretzer, J., Fleming, B., Ottaviani, R., Beck, J. S., Simon, K., Padesky, C., Meyer, J., & Trexler, L., & Associates. (2004). Cognitive therapy of personality disorders, 2nd ed. New York: Guilford.
- Gabbard, G., Beck, J. S., & Holmes, J. (Eds.) (2005). Oxford textbook of psychotherapy. London: Oxford University Press.